# 上崖洞遗址
上崖洞遗址，位于山东省淄博市沂源县土门镇芝芳村柏平山，是中华人民共和国山东省文物保护单位之一。
1992年6月12日，授予山东省文物保护单位，是一座古遗址。